# Carlos Pio da Áustria, Príncipe da Toscana
Carlos Pio da Áustria, Príncipe da Toscana (em alemão: Karl Pius Maria Adelgonde Blanka Leopold Ignaz Raphael Michael Salvator Kyrill Angelus Barbara von Österreich-Toscana) (Viena, 4 de dezembro de 1909 - Barcelona, 24 de dezembro de 1953) foi um nobre austríaco, membro da Casa de Habsburgo-Lorena, e pretendente carlista ao trono espanhol (como Carlos VIII).

## Juventude
Carlos nasceu em Viena, na Áustria. Filho mais novo do arquiduque Leopoldo Salvador da Áustria-Toscana (1863-1931), que era o filho do arquiduque Carlos Salvador da Áustria e da princesa Maria Imaculada de Bourbon-Duas Sicílias, e de sua esposa, a infanta Branca de Bourbon (1868-1949), filha do Duque de Madrid Carlos Maria de Bourbon e Áustria-Este, pretendente carlista ao trono da Espanha como Carlos VII. Era descendente direito de Leopoldo II, Sacro Imperador Romano-Germânico e do rei Carlos IV de Espanha. Seus padrinhos de batismo foram o Papa Pio X e a condessa de Bardi.
Carlos cresceu no Palazzo Toscana em Viena. Em 1919, o governo republicano da Áustria confiscou todas as propriedades dos Habsburgos. Carlos emigrou com sua família para Tenuta Reale, propriedade da família materna em Viareggio, na Itália. Então eles se mudaram para Barcelona. Em 1926, Carlos recebeu a nacionalidade espanhola.

## Os Cruzadistas
Em 1932, um setor do carlismo, conhecido como cruzadismo ligando o semanário El Cruzado Espanhol, começaram a depositar as suas esperanças sobre os filhos de Branca de Bourbon, considerando que não havia nenhum outro ramo fora herdeiro ideológico do tradicionalismo monárquico e portanto, a sucessão era para ser procurada entre os descendentes da mulher mais próxima de Dom Afonso Carlos. Este movimento considerou que o liberalismo de Afonso XIII o excluiu da sucessão.
Em 29 de junho de 1943, Carlos publicou um manifesto em que se proclamou herdeiro legítimo do trono. Naquela época ele tinha três irmãos mais velhos, mas nenhum deles demonstrou qualquer interesse em reivindicar esses direitos dinásticos. Em 1947, dois de seus irmãos, Leopoldo e Francisco José, renunciam a seus direitos. Em 1948, Antonio Maria faz isso verbalmente em Barcelona. Com a morte de Carlos, Francisco José e Antonio Maria reivindicam os direitos para si.
Carlos foi reconhecido por seus seguidores como Carlos VIII, e seu movimento ficou conhecido como carloctavismo.

## Casamento e descendência
Em 8 de maio de 1938, Carlos se casou na Catedral de Santo Estêvão em Viena com Christa Satzger de Bálványos (1914-2001). O casamento foi morganático e os seus descendentes foram excluídos da sucessão:
- Alexandra Branca de Habsburgo-Lorena e Bourbon (nascida em 1941), casou-se em 1960 com José María Riera Leyva;
  - Alejandra Riera e Habsburgo-Lorena (4 de novembro de 1960), casada com Baldo Casanella Montaner;
    - Mar Riera Montaner (9 de junho de 1994);
    - Violeta Riera Montaner (1 de abril de 2001);
- Carlos Pío Riera e Habsburgo-Lorena (16 de julho de 1963), casou-se em 1992 com Mireia Mateu Martinez;
  - Laura Riera Mateu (17 de abril de 1998);
  - Blanca Riera Mateu (6 de agosto de 2000);
- Pedro Riera e Habsburgo-Lorena (1 de dezembro de 1965), casado com Eleanor Benoist;
- Maria Imaculada Pia de Habsburgo-Lorena e Bourbon (nascida em 1945), casou-se em 1969 com John Howard Dobkin;
  - Carlos Eduardo Dobkin (nascido em 1970), casou-se em 2004 com Angela Gengler;
    - Abigail Rowan Gengler Dobkin (30 de janeiro de 2006);
    - Hadley Pio Gengler Dobkin (27 de maio de 2007);
    - Ruth Finley Dobkin (19 de dezembro de 2008);
- Juan Leopoldo Dobkin (18 de janeiro de 1979), casado com Stephanie Lempert;
- Antonio Cortés Pio Dobkin (12 de dezembro de 1979).

Em 30 de novembro de 1990 Alexandra e Maria Imaculada receberam o título de condessa de Habsburgo (Gräfin von Habsburg) do arquiduque Oto, chefe da Casa Imperial.

## Morte
Carlos morreu de hemorragia cerebral na véspera de Natal, em 24 de dezembro de 1953, que foi numa quinta-feira, em Barcelona e está atualmente enterrado no Mosteiro de Poblet.